# Hyles epilobii
Hyles epilobii är en fjärilsart som beskrevs av Harris 1833. Hyles epilobii ingår i släktet Hyles och familjen svärmare. Inga underarter finns listade i Catalogue of Life.